# Очи чёрные (песни Высоцкого)
«Очи чёрные» — принятое в изданиях сочинений и в исследовательской литературе название мини-цикла из двух песен Владимира Высоцкого, созданных в 1974 году: «Погоня» («Дорога», по первой строчке известна как «Во хмелю слегка…») и «Старый дом» («Дом», «Песня про дом», «В доме, или Странное место», «Чужой дом», по первой строчке известна как «Что за дом притих…»). Лирический герой дилогии, в начале первой песни пьяным заехав в густой лес, вынужден спасаться от нападения волков и вырывается только благодаря своим коням. Во второй песне он попадает в странный дом со странными, нечеловеческими порядками и в финале спасается бегством и из него в поисках места, «где люди живут». Обе части дилогии тематически объединены неоднократными отсылками к тексту классического романса «Очи чёрные».

## Тексты
Во хмелю слегка

Лесом правил я.

Не устал пока, —

Пел за здравие.

А умел я петь

Песни вздорные:

«Как любил я вас,

Очи чёрные…»

### «Погоня»
Обе песни исполняются от первого лица. В первой песне лирический герой едет через лес на конной упряжке; он уже навеселе и продолжает пить всё начало песни, одновременно распевая «песни вздорные». После того, как «прикончил то, что впрок припас», герой приходит в себя и поражённо осознаёт, что попал в трудное положение: лес впереди стоит стеной, дороги не видно, сами деревья вокруг враждебны — колют иглами «до костей», стряхивают с ветвей дождевые капли, похожие на яд и пропахшие «недобром». Напуганные кони пятятся назад. В это момент на упряжку нападают волки и пришедшему в отчаяние герою приходится гнать коней, спасаясь бегством. Он раздаёт удары кнутом, кричит и на волков, и на коней, но при этом не перестаёт петь «Очи чёрные». Наконец кони «на одних осях» выносят протрезвевшего героя на гребень крутого склона, где и им, и ему удаётся передохнуть, наконец, оторвавшись от погони. Герой сбрасывает поклажу с воза, кланяется коням «в копыта» за спасение и дальше не едет, а ведёт их в поводу.
Песня частично написана так называемым кольцовским пятисложником, в котором из пяти слогов ударных два — первый (часто в редуцированной форме) и третий (всегда отчётливо). А. В. Кулагин полагает, что истоки выбора такого размера могут лежать как в стремлении придать песне фольклорные мотивы, так и во влиянии произведений старшего коллеги Высоцкого по авторской песне — Михаила Анчарова.

### «Старый дом»
Что за дом притих,

Погружён во мрак,

На семи лихих

Продувных ветрах,

Всеми окнами

Обратясь в овраг,

А воротами —

На проезжий тракт?
Вторую песню начинает описание облика странного дома — тёмного, тихого, окнами смотрящего в овраг, а въездными воротами — на проезжую дорогу. Распрягая коней, герой просит о помощи, но ответа не получает — вместо этого ниже спускается кружащий над домом стервятник. В самом доме тоже темно, в углу висят закопчённые, перекошенные образа, люди настроены недружелюбно, один из присутстствующих — «припадочный малый — придурок и вор» — тайком показывает герою из-под скатерти нож. Герой допытывается, почему эти люди так живут — впотьмах без света лампад, с «душой взаперти»: «Али жить у вас разучилися?» Собеседники удивляются: они «испокону» так живут, понемногу разваливая дом, с пьянством, драками и самоубийствами. Наоборот, это гость, видимо, так долго отсутствовал, что «людей позабыл». На просьбу героя показать ему место, где лампады горят, пол ровный, а не покатый, а люди «поют, а не стонут», жители старого дома недоумевают: они даже не слышали, что так бывает. Герой сломя голову скачет прочь, продолжая искать место, «где люди живут, и — как люди живут». В последних строчках автор возвращается к теме «Очей чёрных», сетуя, что спел о них неумело.

## Обстоятельства создания
Обе песни датируются 1974 годом. Их создание высоцковед Ю. Куликов связывает с именем Василия Шукшина, который с начала августа начал на «Мосфильме» работу над планируемым двухсерийным фильмом о Степане Разине. В конце того же месяца в Москву вернулся Высоцкий, снимавшийся в Югославии в картине «Единственная дорога». Раиса Климова, соседка Высоцкого по дому № 126 на проспекте Мира, рассказывала, что в эти дни он, по-видимому, навещал Шукшина. Куликов датирует эту встречу 26 августа и предполагает, что она была связана с желанием Высоцкого показать другу новые песни и предложить включить их в его новую ленту. То, что стихи писались с расчётом на Шукшина, по мнению исследователя, подтверждает авторский вариант предпоследней строфы «Погони», отсылающий к его собственным словам из рассказа «Гена Пройдисвет», одним из прототипов героя которого, возможно, послужил сам бард: 
В хлопьях пены мы —
Струи в кряж лились,—
Отдышались, отплевались
Да откашлялись.
Куликов указывает, что такого варианта нет в черновиках Высоцкого, но именно он фигурирует в фонограммах «Погони» на протяжении всего 1974 года (в традиционном варианте текста на месте «отплевались» стоит «отхрипели»). Кроме того, исследователь указывает на появление в самом первом черновике песни образа чёрного ворона, известного по старинной казачьей песне с первой половины XIX века и упоминаемого в шукшинском сценарии. Однако он предполагает, что Шукшин отказался от предложения друга: в сценарии было много народных песен, а также стилизации под них авторства самого писателя, но «Очи чёрные» в нём были бы анахронизмом: цыганские песни, к которым в основном отсылает текст Высоцкого, во времена Разина ещё не приобрели распространение.

## Авторское исполнение и публикация
В индексе фонограмм Владимира Высоцкого представлены 30 записей «Что за дом притих, погружён во мрак…» и почти 40 записей «Во хмелю слегка лесом правил я…» Первое исполнение обеих песен датировано выступлением 8 июля 1974 года в издательстве «Мысль», а самая поздняя авторская фонограмма «Что за дом притих…» сделана в Калининграде 16 июля 1980 года — менее чем за десять дней до смерти певца. Автор не всегда исполнял песни в виде цикла, одну за другой — бывали случаи, когда исполнялась только одна. В некоторых из таких случаев перед исполнением «Старого дома» (например, на концертах в московском издательстве «Прогресс» и в Нью-Йорке), Высоцкий напрямую назвал его «второй частью» «Погони».
На раннем этапе исполнения текст песен продолжал меняться. Ю. Куликов, связывающий создание дилогии с неснятым фильмом Шукшина, упоминает о двух вариациях, звучавших на протяжении 1974 года и, по его мнению, отсылавших к этому деятелю искусства. Помимо уже упоминавшегося текста «отплевались да откашлялись» он обращает внимание также на строку «где не странные люди как люди живут». В более поздних версиях вместо неё звучало «и где люди живут, и — как люди живут», и «не странных людей» исследователь связывает с кинофильмом Шукшина «Странные люди».

«Погоня» стала одной из песен Высоцкого, прозвучавших с киноэкрана при жизни автора. Это произошло благодаря режиссёру Иосифу Хейфицу, который пригласил актёра в свой новый фильм «Единственная…» — экранизацию рассказа Павла Нилина «Дурь». В этой ленте Высоцкий сыграл руководителя клубного кружка песни — по определению режиссёра, «неудачника и провинциального завистника». Актёру понравилась предлагаемая роль, но огорчило то обстоятельство, что по сценарию в одном из эпизодов ему предстояло петь: 
Все зрители думают: раз Высоцкий, значит, будет петь. Не хватало, чтобы фон Корен с гитарой ходил и пел.
Отношение Высоцкого к эпизоду с пением изменилось, когда он понял, что может исполнить «не шлягер, а скорее антишлягер» — в образе опустившейся несостоявшейся эстрадной звезды в старой одежде с авоськой. Согласно звукооператору ленты Игорю Вигдорчику, рассматривалась возможность, что актёр споёт в кадре классический романс «Утро туманное» (сохранилась фонограмма с его исполнением — предположительно проба к фильму). Другим вариантом была песня «Гитара» («Один музыкант объяснил мне пространно…»), уже звучавшая в театральной постановке Московского театра сатиры «Последний парад». Однако в итоге в фильме прозвучала «Погоня», в которую были внесены авторские изменения.
«Старый дом» Высоцкий также, вероятно, предлагал для использования в кино. Эти события, как пишет Ю. Куликов, относятся к 1976 году, когда на «Мосфильме» началась работа над фильмом по сценарию Эдуарда Володарского «Сказание о Емельяне Пугачёве». Высоцкий хотел сыграть в фильме заглавную роль. В итоге, однако, в картину не попали ни песня, ни её автор; Высоцкий снялся в пробе, которую высоко оценили присутствовавшие на съёмках, но на роль Пугачёва был утверждён Евгений Матвеев. Сам автор упоминал о несбывшихся планах использования песни в фильме о Пугачёве на своих концертах. В драматическую постановку «Дом» попал только после смерти Высоцкого, в 1984 году, когда Анатолий Эфрос использовал песню в спектакле Театра на Таганке по пьесе Горького «На дне».
В мае 1976 года, во время пребывания в Париже, Высоцкий записал обе песни для французского лейбла Le Chant Du Monde. Гитарист и аранжировщик Константин Казански вспоминал, что песни были «задекларированы» во Франции как «Погоня» и «Не ко двору», и критиковал закрепившееся за циклом название «Очи чёрные» как отражающее второстепенную, на его взгляд, деталь вместо сути песен, в которых «нет ничего цыганского». Согласно Казански, уже в это время Высоцкий искал общее заглавие для песен ещё с 1975 года, но не сумел его найти. Эти и прочие композиции, общим числом более 20, должны были войти в двойной альбом, однако его выпуск задержался. Вышел он уже после смерти барда, в 1981 году, под названием «Прерванный полёт» (фр. Le vol arrêté); на нём песни фигурируют как «La poursuite» и «La demeure étrangère» («Чужое жильё»). Тем не менее первая грампластинка с «Погоней» вышла именно во Франции в 1977 году — это был диск Vladimir Vissotsky, выпущенный на лейбле RCA Victor, запись для которого была сделана в Канаде; песня вошла в альбом тоже под названием «La poursuite».
В том же году «Во хмелю слегка…» и «Что за дом притих…» были включены во вторую серию сборника «Песни русских бардов» парижского издательства «YMCA-Press», где были представлены сотни песен Высоцкого. Сборник состоял из компакт-кассет и сопровождавших их отпечатанных текстов песен. Согласно редактору сборника Владимиру Аллою, «наезжавший в Париж Володя Высоцкий очень радовался выходу Собрания» и заранее о нём знал. Однако высоцковед М. Цыбульский отмечает, что сам автор ничего из своих личных записей издателям сборника давать не стал, и те использовали старые фонограммы.
В двойной альбом «Нью-йоркский концерт Владимира Высоцкого, 1979», содержавший записи с выступления в Бруклинском колледже 17 января указанного года, вошли уже обе песни дилогии — первая под названием «Очи чёрные», а вторая как «Старый дом». В 1987 году в США тиражом 999 экземпляров вышел также набор из семи дисков-гигантов, которые содержали записи песен, исполненных Высоцким в парижской студии художника Михаила Шемякина. Записи в ходе визитов певца в Париж выполнил сам Шемякин, который ради этого окончил курсы звукооператоров, на лучший для своего времени магнитофон Revox A700. Высоцкий очень требовательно отнёсся к этому проекту и неоднократно перепевал каждое произведение, пока не получал вариант, который его больше других устраивал. Записи у Шемякина продолжались и после издания «Песен русских бардов», которые для Высоцкого стали стимулом к созданию новых версий песен, исполненных им ранее. В вышедшей в США серии под общим названием «Владимир Высоцкий в записях Михаила Шемякина в Париже, 1975—80» обе части «Очей чёрных» попали в седьмой, заключительный альбом.
В 1981 году и «Погоня», и «Старый дом» (в печатном варианте — просто «Дом») вошли в первый том двухтомника «Владимир Высоцкий. Песни и стихи», выпущенный в Нью-Йорке издательством «Литературное зарубежье» (составитель Аркадий Львов). В этом издании тексты песен разнесены: «Дом» оказался почти в конце тома, среди произведений последних лет творческой карьеры, а «Погоня» разместилась намного раньше. В СССР «Погоня», уже официально звучавшая с экрана при жизни автора, вошла в его первый посмертный сборник «Нерв», который тоже вышел в 1981 году. «Дом», однако, был издан позже — только в 1987 году в журнале «Театр», в подборке «Из неопубликованного», в которую вошла и «Погоня». Когда в конце 1980 — начале 1990-х годов советская фирма звукозаписи «Мелодия» организовала выпуск серии альбомов «На концертах Владимира Высоцкого», «Погоня» и «Старый дом» вошли в состав 12-го альбома серии «Затяжной прыжок» вместе с другими записями 1976 года из коллекции Михаила Крыжановского.

## Литературоведческий анализ

### Концепция цикла
Хотя в вопросе циклизации творчества Высоцкого единства между его исследователями нет, «Погоню» и «Старый дом» традиционно определяют как две связанные части микро- или миницикла, дилогии, диптиха. В биографии Высоцкого В. И. Новиков называет «Очи чёрные» «маленькой поэмой в двух частях», где последние строки второй части закольцовывают повествование. Ю. Доманский подчёркивает важность наличия у дилогии общего названия, отмечая, что это не всегда верно для циклов у Высоцкого. Он отмечает сюжетную диалогичность, существующую между частями дилогии и аналогичную той, которую можно наблюдать в другом миницикле — «Охота на волков» и «Конец „Охоты на волков“». В обоих случаях первая часть дилогии завершается счастливо, но при переходе ко второй оказывается, что ничего ещё не кончено и хеппи-энд в принципе невозможен. Проходящую через обе части «Очей чёрных» песенную тему исследователь в «Погоне» рассматривает, как «заклинание в надежде на спасение», а в «Старом доме» — как разочарование в этой идее и осознание, что, спасшись от волков, герой всего лишь попал в мир людей, где всё равно «царят волчьи законы».
В. Гавриков при этом отмечает, что из-за «подвижности компонентного состава» в разработке темы циклов у Высоцкого к первой песне «Очей чёрных» могут, например, «цепляться» «Кони привередливые», и тогда цикл можно рассматривать и как триптих. Другими кандидатами на включение в цикл он называет песни «Райские яблоки» (связывая выручающих героя коней из дилогии, «коней привередливых» и упряжку, вывозящую героя из обернувшегося лагерем рая) и «Я из дела ушёл…» — в последней возникает образ заросших паутиной икон на чердаке, перекликающийся с образом из «Старого дома».

### Художественные образы
Высоцковеды обращают внимание на противостояние, разворачивающееся во второй песне цикла, между лирическим героем-индивидуумом и коллективным «мы» обитателей старого дома. Н. М. Рудник высказывает предположение, что последние некогда утратили человеческую сущность, перестали быть личностями и слились в единое целое (Л. Томенчук оспаривает эту точку зрения, указывая, что индивидуальные голоса и действия в общей толпе всё же вычленяются). В. Новиков пишет, что русский человек, показанный в песнях Высоцкого, смел и решителен в одиночку, когда же сходится с другими, получаются «скисшие» души, «зло да шёпот»: «Зло у нас множится в коллективных формах, а добро всегда индивидуально». Ю. Доманский резюмирует, что диалог, который должен бы служить средством разрешения ситуации, вместо этого лишь сильнее обнажает кризис и усугубляет трагедию. Л. Томенчук, резко критически оценивая лирического героя (см. ниже), в то же время признаёт, что обитатели старого дома могут, по крайней мере, казаться ещё хуже и страшнее. К этому выводу её подталкивает поведение «придурка и вора», показывающего герою нож под скатертью. Томенчук заключает, что это не угроза, а предложение союза — причём делаемое совершенно незнакомому человеку против тех, с кем «припадочный малый» уже хорошо знаком: значит, он понимает, что хуже уже точно некуда.
Сам образ дома, как отмечают исследователи, переживает во второй песне цикла полное переосмысление. Герой в ней стремится обрести Дом в его традиционном символическом значении — как место, где можно осесть, обрести «почву под ногами или, что то же самое, крышу над головой». Однако дом, который он находит, непригоден для жизни, архетипически положительный образ разрушается и к описываемой ситуации реализуется скорее другой архетип — «гиблого места». Таким образом, фактически на протяжении дилогии герой совершает переход не от гибели к спасению, а от одного гиблого места (лесного болота) в другое. Рассматривая появление темы грязи в творчестве Высоцкого, С. А. Мансков пишет, что если чёрная сажа вообще несёт хтонический смысл, напоминая о пламени ада, то покрытые копотью иконы к тому же теряют сакральность (поскольку с исчезновением лика остаётся лишь «пустота, с которой невозможна коммуникация „Человек — Бог“») Он же указывает, что эта потеря смысла икон и царящие в доме потёмки усиливают ощущение хаоса, задаваемое нарушенной геометрией пространства (образа висят косо, пол покат).
Помимо переосмысления образа дома, исследователи отмечают также практически полное отсутствие в дилогии традиционного для фольклора образа дороги (которая, по словам А. В. Скобелева, в творчестве Высоцкого одновременно обычно выполняет и функции судьбы): в первой песне есть только лес с болотом, по которому движется герой в первой песне, а во второй «проезжий тракт» никак не связан с действием.

Согласно одной из трактовок, сюжет дилогии обозначает водораздел в жизни героя, распадающейся на первую половину — до «Погони» — и вторую — после «Старого дома». В частности, М. Н. Капрусова считает, что события, описанные в песнях, приводят к изменению жизненного пути: 
Начало 1-й части дилогии… позволяет легко реконструировать то, что было до этого. Был путь от кабака к кабаку.., была бездумная жизнь и попытка уйти от себя и проблем… Но в жизни каждого человека бывает момент, о котором сказал Данте: «Путь жизненный пройдя до половины, / Опомнился я вдруг в лесу густом…»

В этой трактовке образ старого дома, среди прочего, представляет собой зеркало души лирического героя, «где давно не наводился порядок, где грешные, материальные мысли и агрессия обрели плоть. В результате герой ужаснулся сам себе». Л. Томенчук, напротив, отрицательно характеризует героя дилогии на всём её протяжении. Исследовательница указывает на то, что с самого начала первой песни он появляется перед слушателями пьяным и затем добавляет ещё и ещё, пока не «приканчивает» всё, что с собой было. Только после этого он понимает, что всё это время ехал по бездорожью, и осознаёт сложность положения. Томенчук иронично замечает, что туз, «без которого смерть» и которого «утащили из колоды» героя, — это, похоже, хмель от выпивки: 
Другими  словами,  не кончись выпивка - так, может,  и пронесло бы, вообще проехал бы сквозь  лес и ничего не заметил: пел  бы, пил бы, и все. Более того, ничего бы не случилось!
Исследовательница пишет, что с самого начала и до самого конца перед героем нет определённой цели — в начале он наугад катит по лесному бездорожью, а в финале «Старого дома» летит куда глаза глядят, снова не разбирая дороги, и его главный мотив — не найти хорошее место, а сбежать из плохого. Томенчук также акцентирует сходство между образом героя и обитателей чужого дома («штофу горло скручу» и «вином много тешились») и оценивает как высокомерие и лицемерие его попытки «обвинять и поучать» других при том, что в доме он не остаётся и не пытается ничего поменять в нём сам. По её оценке, и гость, и встретившие его «оставляют ощущение людей, неспособных построить дом. А только — прийти на готовое. Да и то сохранить они не в состоянии. Не они Дом строили, но они разбазарили». Вывод исследовательницы — «единственная разница между [обитателями старого дома] и героем состоит в том, что он помнит, как должно быть и было, а они запамятовали».
Томенчук также уделяет особое внимание обращениям к романсу, давшему название дилогии. Саму тему «очей чёрных», лейтмотивом проходящую через обе песни, она называет «единственным, что противостоит безладью» их поэтического пространства, «безусловной константой», на которую можно опереться в хаосе. Особо важным ей представляется образ белой скатерти, завершающей всю дилогию. Исследовательница подчёркивает, что, в отличие от романса, скатерть остаётся белой, не залитой вином, как символ чистоты, лада и порядка в себе и окружающем мире, к которым стремится герой песен.

### Интертекстуальность
Рассматривая произведения с точки зрения интертекстуальных связей, высоцковеды указывают на параллели между «Погоней» и эпизодом из романа «В лесах» Павла Мельникова-Печерского, где кони выносят героев из горящего леса. Более прямое сопоставление со сценой, где волки преследуют конную упряжку, обнаруживается в рассказе Василия Шукшина «Волки» из сборника «Там, вдали» (1968). Указывалось также на перекличку песни Высоцкого с одноимённым стихотворением Фёдора Глинки — как сюжетную, так и стилистическую (имитация формы народной баллады, повествование в виде монолога лирического героя, комментирующего быстро развивающиеся сообытия). А. В. Кулагин проводит параллель между переработкой народной песни «Покатилися дни золотые», выполненной в 1960-е годы Михаилом Анчаровым, и «Погоней» Высоцкого. В обоих случаях лирическим героям приходится спасаться от преследователей (людей у Анчарова, волков у Высоцкого), в обоих случаях благодарность за спасение получают кони, которых в тексте также очеловечивают. Непрямые связи с творчеством Анчарова Кулагин видит и в размере песни, написанной кольцовским пятисложником, который у Анчарова встречается в произведении 1943 года «Пыхом клу́бит пар пароход-малец…»
В «Старом доме» наблюдается связь с драматической поэмой Есенина «Пугачёв». В частности, основной диалог перекликается с диалогом Пугачёва и Сторожа в первой части поэмы «Появление Пугачева в Яицком городке», где собеседник главного героя рассказывает тому, что крестьяне «вросли ногами крови в избы» и им нет дела до того, что происходит в других местах. Слова «припадочный малый — придурок и вор» А. В. Скобелев связывает с характеристикой самого Пугачёва в устах представителя власти: «какой-то пройдоха, мошенник и вор». Л. Томенчук отмечает также сходство, вплоть до деталей, между чуждым домом, который «как кабак», и образом кабака в другом произведении Есенина — «Снова пьют здесь, дерутся и плачут…» («Не с того ль так чадит мертвячиной||Над пропащею этой гульбой…|| Что-то злое во взорах безумных…||Нет! Таких не подмять, не рассеять.||Бесшабашность им гнилью дана…».